# 阿波湖
7°52′49″N 125°0′22″E / 7.88028°N 125.00611°E

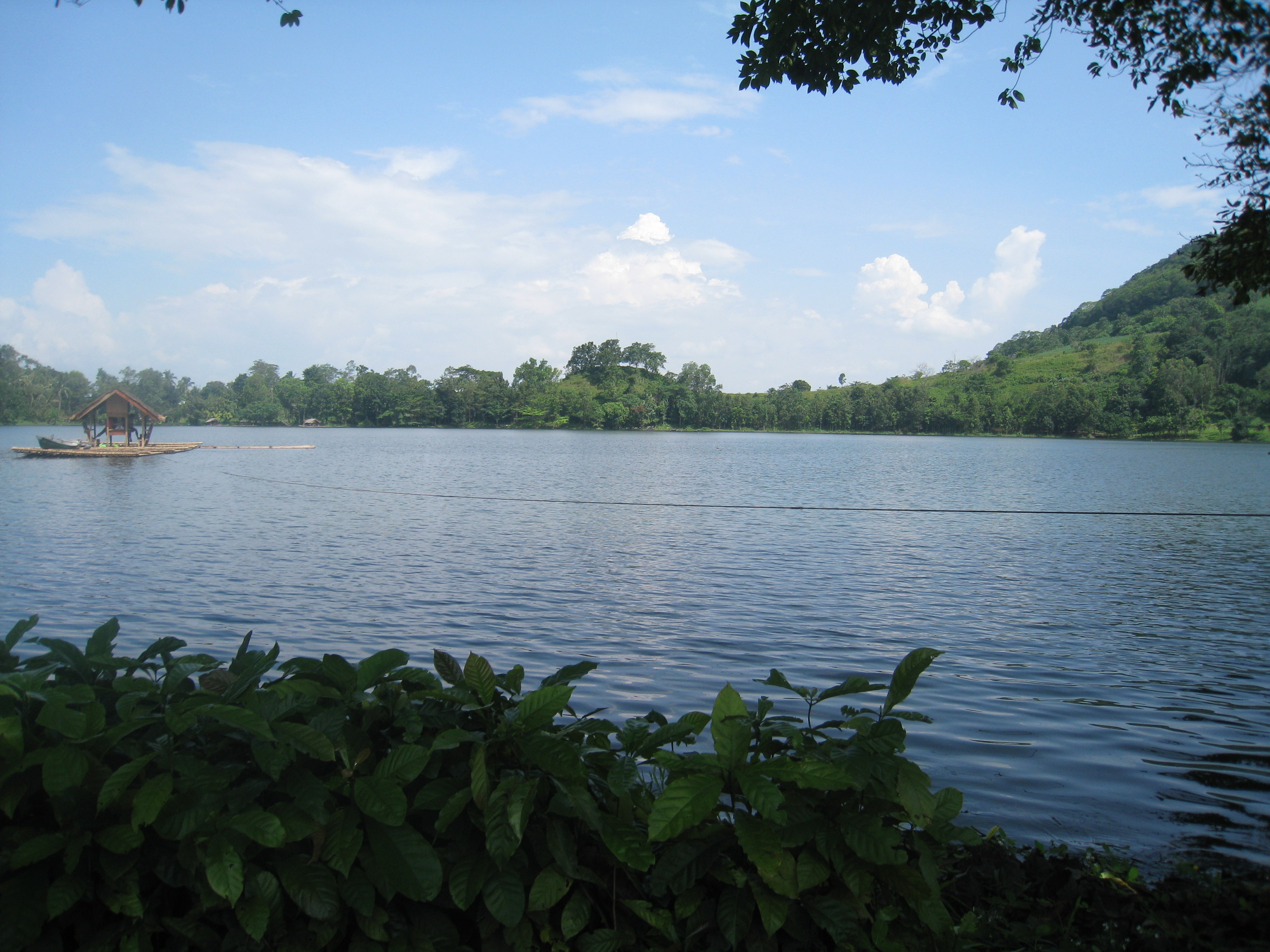

阿波湖是菲律賓的火山湖，位於該國南部呂宋島中部，由布基農省負責管轄，面積0.24平方公里，海拔高度640米，平均水深17米，最大水深26米。